# Vadim Chaimovich

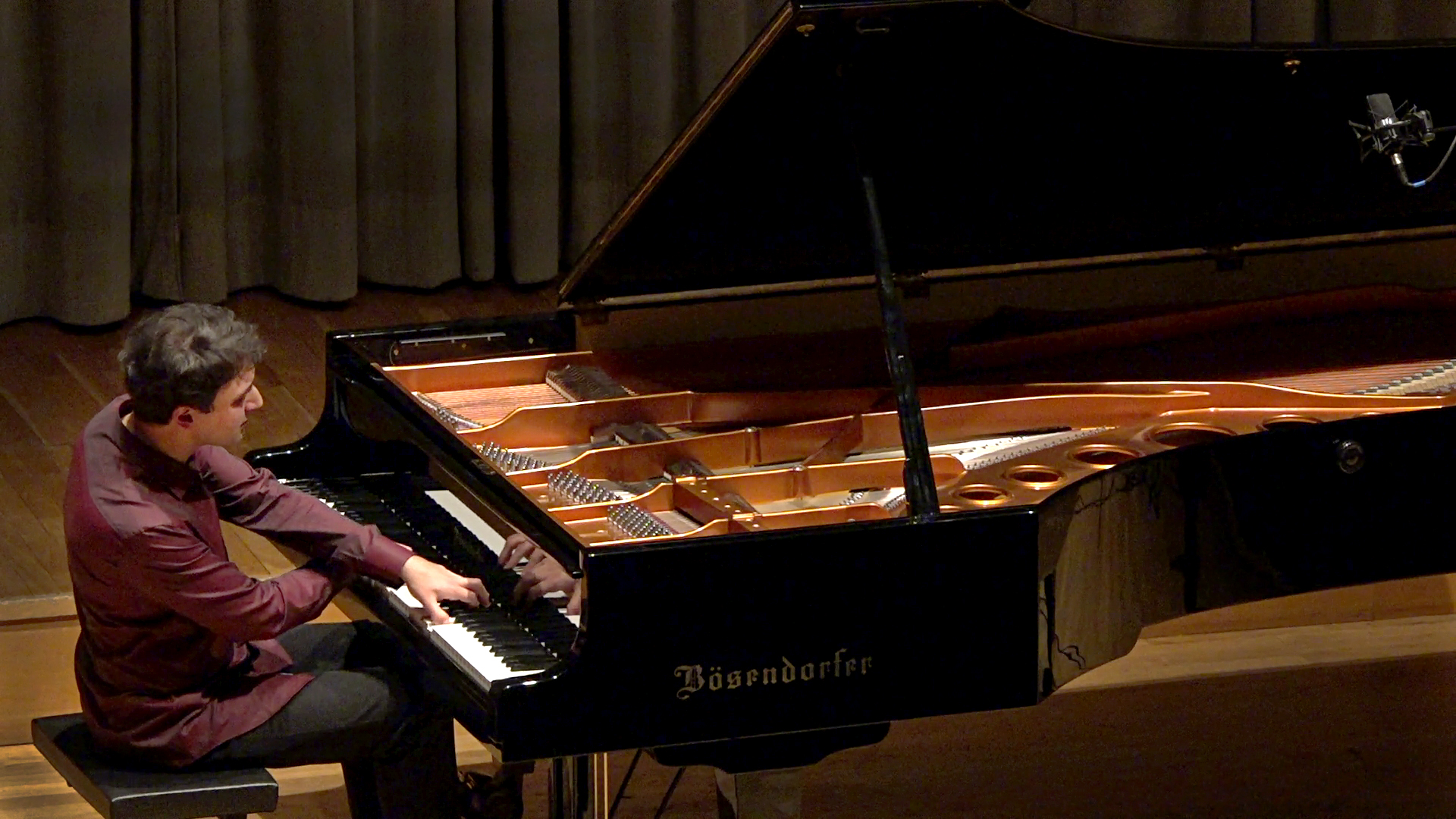
Vadim Chaimovich bei einem Konzert im Onoldiasaal, Ansbach 2015

Vadim Chaimovich (russisch Вадим Хаймович) (* 29. April 1978 in Vilnius) ist ein litauischer Pianist.

## Leben
Chaimovich wuchs in Vilnius auf, das damals zur Sowjetunion gehörte. Mit fünf Jahren erhielt er den ersten Klavierunterricht, mit sieben trat er mit einem Kammerorchester innerhalb der UdSSR auf.
Mit 13 Jahren gewann er beim internationalen Wettbewerb „Virtuosi per Musica di Pianoforte“ in Ústí nad Labem (Tschechien) den 1. Preis. Es folgten weitere Preise und Auszeichnungen bei internationalen Wettbewerben in Litauen, Polen und Russland. In dieser Zeit wurde Chaimovich von Tatjana Radovič ausgebildet. Danach studierte bei Lev Natochenny in Frankfurt und bei  Peter Rösel in Dresden und schloss beide Studien mit Auszeichnung ab. Internationale Meisterklassen bei Claude Frank, Rudolf Kehrer, Gary Graffman und Eugen Indjic rundeten seine pianistische Ausbildung ab.
Chaimovich wurde beim Internationalen Schubert-Wettbewerb in Dortmund, Schlern Musikwettbewerb Italien, William Kapell International Piano Competition in Maryland (USA) ausgezeichnet. Er ist auch Preisträger des 29. Masterplayers International Music Competition in Lugano (Schweiz), Gewinner des 10. internationalen Wettbewerbes "Web Concert Hall" und des Bradshaw & Buono International Piano Competition in New York.
Chaimovich trat u. a. im Rahmen des Meranofestes in Italien, des Verbier Festival in der Schweiz, des Schlern International Music Festival in Italien, des Styraburg Festivals in Österreich, der Dresdner Musikfestspiele, des Schleswig-Holstein Musik Festivals und der Kasseler Musiktage auf. Außerdem konzertierte er mit dem Litauischen Kammerorchester, der Sinfonietta Dresden, den Dortmunder Philharmonikern, den Nordungarischen Symphonikern, dem Orchestra Filarmonica di Bacau und der Mitteldeutschen Kammerphilharmonie.
Seine Aufnahme von Edvard Griegs lyrischem Stück «Arietta, Op. 12, Nr. 1» ist in Tom Tykwers Kriminal-Fernsehserie Babylon Berlin (2017–2018) zu hören (Staffel 1 Episode 7). Seine Einspielung des «Nocturnes Es-Dur» von Frédéric Chopin gehört mit über 250 Millionen Aufrufen (Dezember 2024) zu den meistgestreamten klassischen Musikstücken auf YouTube.

## Diskografie
- 2008: CD "Haydn & Mozart" mit Sonaten von Haydn und Mozart (bei Sheva Collection)
- 2010: CD mit Werken von Chopin, Mendelssohn und Rachmaninow (bei Sheva Collection)
- 2013: Live-CD "Kontraste" mit Werken von Galuppi, Beethoven, Chopin, Schubert, Schumann und Medtner (bei Sheva Collection)
- 2015–2017: Drei digitale Alben mit Werken von Mozart, Schubert, Chopin, Mendelssohn, Brahms, Rachmaninow u. a. (Lynne Publishing AS)
- 2018–2023: Über 20 digitale Alben bei Halidion (Italien)